# سلوا قبلي
قرية سلوا قبلي هي إحدى القرى التابعة لمركز كوم أمبو في محافظة أسوان في جمهورية مصر العربية.